# Chandler Jones
Pour les articles homonymes, voir Jones.
(en) Statistiques sur pro-football-reference
Chandler James Jones, né le 27 février 1990 à Rochester, est un sportif professionnel américain de football américain ayant joué au poste de defensive end dans la National Football League (NFL) pendant 11 saisons (2012-2022).
Auparavant, au niveau universitaire, il a joué dans la NCAA Division I FBS pour les Orange de l'université Syracuse pendant quatre saisons (2008-2011) avant d'être sélectionné en 21e choix lors du premier tour de la draft 2012 par la franchise des Patriots de la Nouvelle-Angleterre avec qui il remporte le Super Bowl XLIX au terme de la saison 2014 en battant les Seahawks de Seattle 28 à 24. La saison suivante, il rejoint les Cardinals de l'Arizona (2016-2021) avant de terminer sa carrière avec les Raiders de Las Vegas en 2022.
Jones a été sélectionné à quatre reprises pour le Pro Bowl (au terme des saisons 2015, 2017, 2019 et 2021) et à deux reprises dans la première équipe All-Pro (2017 et 2019).
Deux de ses frères sont également des sportifs professionnels, Jon Jones étant compétiteur en arts martiaux mixtes et Arthur Jones étant également defensive end dans la NFL.